# 酸碱平衡
酸碱平衡是指人的體液（细胞外液）維持在一個恆定的PH值狀態。细胞外液中的酸和碱平衡对于身体內的细胞代谢以及人體的生理功能來說至关重要。人體會不断产生和摄入酸性和碱性物质，但由於体内肺和肾的调节功能，從而使得人體內的体液pH值相对稳定。